# 橋本和
橋本 和（はしもと わたる、1986年9月14日）は、滋賀県伊香郡高月町（現長浜市）出身のサッカー選手。ポジションはディフェンダー（SB）。

## 来歴
父の影響で幼い頃からサッカーに親しみ、小学2年生の時に地元のクラブチームへ入団。利き手は右だが、物心がついた時から左足でボールを蹴っていた。
高月町立高月中学校に入学後、サッカー部がなかったことから、小学生時代の指導者が立ち上げたジュニアユースのクラブチーム「バーニングブラッドFC」へ入団。中学3年生の秋、青森山田高等学校のセレクションに合格し、特待生として進学した。同校サッカー部の同級生に盛礼良レオナルド、那須川将大がいた。
高校卒業後は、大阪体育大学に進学。同級生に田所諒、松尾元太がいた。2005年、2006年には、関西学生選抜としてデンソーチャレンジカップに出場。2008年、総理大臣杯全日本大学サッカートーナメントで優勝を飾った。
2009年、柏レイソルへ新加入する。同年のJ1第31節清水エスパルス戦で公式戦初出場。
2010年、J2の舞台で出場機会を増やし、リーグ戦29試合に出場。クラブ初のJ2優勝、J1復帰に貢献した。
2011年、左膝靭帯損傷による出遅れもあり、新加入のジョルジ・ワグネルに左サイドバックのレギュラーポジションを奪われてしまう。復帰後は途中出場が多く、J1第14節横浜F・マリノス戦では「高校3年生以来」となるセンターバックも務めたが、ワグネルが左サイドハーフにコンバートされたシーズン中盤に再びレギュラーを奪取した。J1優勝の懸かった最終節の浦和レッズ戦で、前半38分にコーナーキックのこぼれ球をオーバーヘッドキック気味のシュートでゴールへ流し込み、Jリーグ初得点を記録。結果として、これがクラブ初のJ1優勝を決める決勝点となった。
2012年、日本代表候補に初選出されたが、負傷によりキャンプには参加出来なかった。リーグ戦では引き続きレギュラーとして25試合に出場し、37年ぶりの天皇杯制覇も達成した。
2013年は、開幕前に右脛骨遷延性骨折で離脱したため、中断期間明けの6月23日に行われたヤマザキナビスコカップ準々決勝第1戦・広島戦でシーズン初出場を果たした。復帰以降は左サイドバックや左ウイングバックのポジションを掴み、出場停止や負傷を除いてほぼ全ての試合に出場した。
2014年12月12日、浦和レッドダイヤモンズへ完全移籍することが発表された。
2016年7月6日、ヴィッセル神戸へ期限付き移籍することが発表された。浦和ではほとんど出場機会を得られなかったが、神戸移籍後は熟知するネルシーニョ監督のもと、すぐさま左サイドバックのレギュラーポジションを確保し、攻守に安定感のあるプレーでクラブの2ndステージ上位進出に貢献した。シーズン終了後に浦和から神戸に完全移籍で加入することが発表された。
2020年1月6日、FC岐阜へ完全移籍することが発表された。2022年11月16日、契約満了による退団が発表された。
2024年4月14日、FC岐阜サッカースクールのアシスタントコーチに就任。4月27日には、FC岐阜SECONDに選手登録される。

## 人物
- 2012年3月4日、大学時代のサッカー部の同級生で、元岡山湯郷Belle所属の女子サッカー選手・中川理恵と結婚[13]、2014年にはに第1子が誕生している[14]。
- 体育の教員免許（中学校、高等学校）を持っている[15][16]。
- 勝利時の飴を配る際、飴が足りなくなると、代わりにタオルを渡す等ファンサービスがよい。

## 所属クラブ
- 1994年 - 1998年  高月サッカー少年団（高月町立高月小学校）
- 1999年 - 2001年  バーニングブラッドFC（高月町立高月中学校）
- 2002年 - 2004年  青森山田高等学校
- 2005年 - 2008年  大阪体育大学
- 2009年 - 2014年  柏レイソル
- 2015年 - 2016年  浦和レッドダイヤモンズ
  - 2016年7月 - 同年12月  ヴィッセル神戸 (期限付き移籍)
- 2017年 - 2020年  ヴィッセル神戸
- 2020年 - 2022年   FC岐阜
- 2024年 -   FC岐阜SECOND

## 個人成績
| 国内大会個人成績 | 国内大会個人成績 | 国内大会個人成績 | 国内大会個人成績 | 国内大会個人成績 | 国内大会個人成績 | 国内大会個人成績 | 国内大会個人成績 | 国内大会個人成績 | 国内大会個人成績 | 国内大会個人成績 | 国内大会個人成績 |
| 年度             | クラブ           | 背番号           | リーグ           | リーグ戦         | リーグ戦         | リーグ杯         | リーグ杯         | オープン杯       | オープン杯       | 期間通算         | 期間通算         |
| 年度             | クラブ           | 背番号           | リーグ           | 出場             | 得点             | 出場             | 得点             | 出場             | 得点             | 出場             | 得点             |
| 日本             | 日本             | 日本             | 日本             | リーグ戦         | リーグ戦         | リーグ杯         | リーグ杯         | 天皇杯           | 天皇杯           | 期間通算         | 期間通算         |
| ---------------- | ---------------- | ---------------- | ---------------- | ---------------- | ---------------- | ---------------- | ---------------- | ---------------- | ---------------- | ---------------- | ---------------- |
| 2007             | 大体大           |                  | -                | -                | -                | -                | -                | 0                | 0                | 0                | 0                |
| 2008             | 大体大           | 4                | -                | -                | -                | -                | -                | 3                | 0                | 3                | 0                |
| 2009             | 柏               | 22               | J1               | 4                | 0                | 0                | 0                | 1                | 0                | 5                | 0                |
| 2010             | 柏               | 22               | J2               | 29               | 0                | -                | -                | 2                | 0                | 31               | 0                |
| 2011             | 柏               | 22               | J1               | 25               | 1                | 0                | 0                | 3                | 1                | 28               | 2                |
| 2012             | 柏               | 22               | J1               | 25               | 1                | 4                | 0                | 5                | 0                | 34               | 1                |
| 2013             | 柏               | 22               | J1               | 20               | 0                | 4                | 0                | 3                | 0                | 27               | 0                |
| 2014             | 柏               | 22               | J1               | 32               | 3                | 9                | 1                | 2                | 2                | 43               | 6                |
| 2015             | 浦和             | 33               | J1               | 6                | 0                | 2                | 0                | 2                | 1                | 12               | 1                |
| 2016             | 浦和             | 33               | J1               | 1                | 0                | -                | -                | -                | -                | 1                | 0                |
| 2016             | 神戸             | 44               | J1               | 14               | 0                | 0                | 0                | 3                | 0                | 17               | 0                |
| 2017             | 神戸             | 22               | J1               | 14               | 1                | 5                | 0                | 1                | 0                | 20               | 1                |
| 2018             | 神戸             | 22               | J1               | 14               | 0                | 3                | 0                | 0                | 0                | 17               | 0                |
| 2019             | 神戸             | 32               | J1               | 3                | 0                | 4                | 0                | 1                | 0                | 8                | 0                |
| 2020             | 岐阜             | 2                | J3               | 30               | 3                | -                | -                | -                | -                | 30               | 3                |
| 2021             | 岐阜             | 2                | J3               | 26               | 0                | -                | -                | 1                | 0                | 27               | 0                |
| 2022             | 岐阜             | 4                | J3               | 10               | 0                | -                | -                | 2                | 0                | 12               | 0                |
| 2024             | 岐阜2            | 30               | 東海2部          |                  |                  | -                | -                | -                | -                |                  |                  |
| 通算             | 日本             | 日本             | J1               | 158              | 6                | 31               | 1                | 21               | 4                | 210              | 11               |
| 通算             | 日本             | 日本             | J2               | 29               | 0                | -                | -                | 2                | 0                | 31               | 0                |
| 通算             | 日本             | 日本             | J3               | 66               | 3                | -                | -                | 3                | 0                | 69               | 3                |
| 通算             | 日本             | 日本             | 他               | -                | -                | -                | -                | 3                | 0                | 3                | 0                |
| 総通算           | 総通算           | 総通算           | 総通算           | 253              | 9                | 31               | 1                | 29               | 4                | 313              | 14               |

その他の公式戦
- 2012年
  - スーパーカップ 1試合0得点

| 国際大会個人成績 | 国際大会個人成績 | 国際大会個人成績 | 国際大会個人成績 | 国際大会個人成績 | FIFA      | FIFA      |
| 年度             | クラブ           | 背番号           | 出場             | 得点             | 出場      | 得点      |
| AFC              | AFC              | AFC              | ACL              | ACL              | クラブW杯 | クラブW杯 |
| ---------------- | ---------------- | ---------------- | ---------------- | ---------------- | --------- | --------- |
| 2011             | 柏               | 22               | -                | -                | 4         | 0         |
| 2012             | 柏               | 22               | 3                | 0                | -         | -         |
| 2013             | 柏               | 22               | 4                | 0                | -         | -         |
| 2015             | 浦和             | 33               | 5                | 0                | -         | -         |
| 2016             | 浦和             | 33               | 2                | 0                | -         | -         |
| 通算             | AFC              | AFC              | 9                | 0                | 4         | 0         |

その他の国際公式戦
- 2014年 スルガ銀行チャンピオンシップ 1試合0得点
- 公式戦・Jリーグ初出場 - 2009年11月8日 J1第31節 清水エスパルス戦 （日立柏サッカー場）
- 公式戦初得点 - 2011年11月16日 第91回天皇杯 3回戦 ヴァンフォーレ甲府戦　(日立柏サッカー場)
- Jリーグ初得点 - 2011年12月3日 J1第34節 浦和レッズ戦 （埼玉スタジアム2002）

## タイトル
青森山田高等学校
- JFAプリンスリーグ東北 : 2003年、2004年
- 東北高等学校サッカー選手権大会 : 2003年

大阪体育大学
- 総理大臣杯全日本大学サッカートーナメント : 2008年

柏レイソル
- Jリーグ ディビジョン2 : 2010年
- Jリーグ ディビジョン1 : 2011年
- FUJI XEROX SUPER CUP : 2012年
- 天皇杯全日本サッカー選手権大会 : 2012年
- ヤマザキナビスコカップ : 2013年
- スルガ銀行チャンピオンシップ : 2014年

浦和レッズ
- Jリーグ ディビジョン1 1stステージ：2015年

## 代表歴
- 2012年 日本代表候補